# DI Lacertae
DI Lacertae eller Nova Lacertae 1910 var en nova i stjärnbilden Ödlan. 
Novan upptäcktes den 25 november 1910 av den brittiske astronomen Thomas Henry Espinell Compton Espin eller T. H. E. C. Espin. DI Lacertae nådde magnitud +4,3 i maximum och avklingade sedan snabbt. DI Lacertae är en av de blåaste novor som observerats och företedde varken emissions- eller absorptionslinjer.